# Genista tournefortii
Genista tournefortii är en ärtväxtart som beskrevs av Édouard Spach. Genista tournefortii ingår i släktet ginster, och familjen ärtväxter. Inga underarter finns listade i Catalogue of Life.